# Weißer Salbei
Der Weiße Salbei (Salvia apiana) ist eine Pflanzenart aus der Gattung Salbei (Salvia) in der Familie der Lippenblütler (Lamiaceae). Sie ist in Nordamerika heimisch.

## Beschreibung

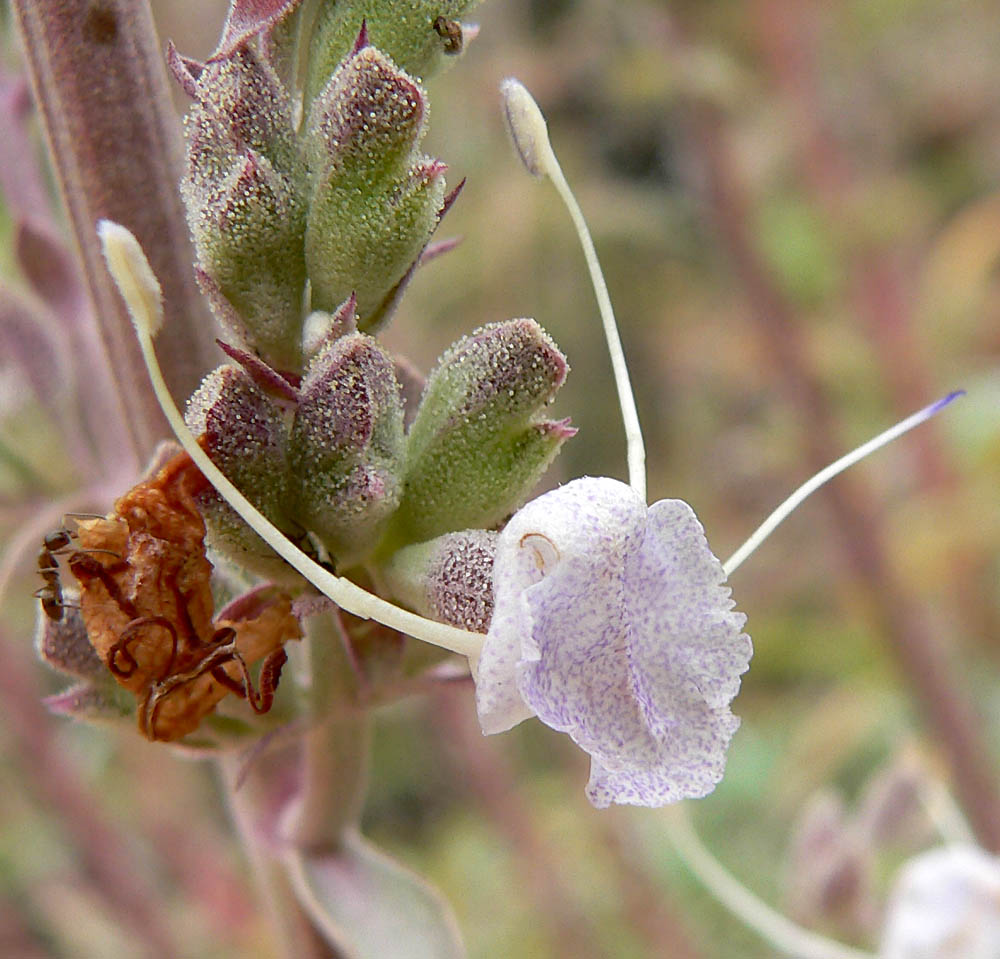
Zygomorphe Blüte

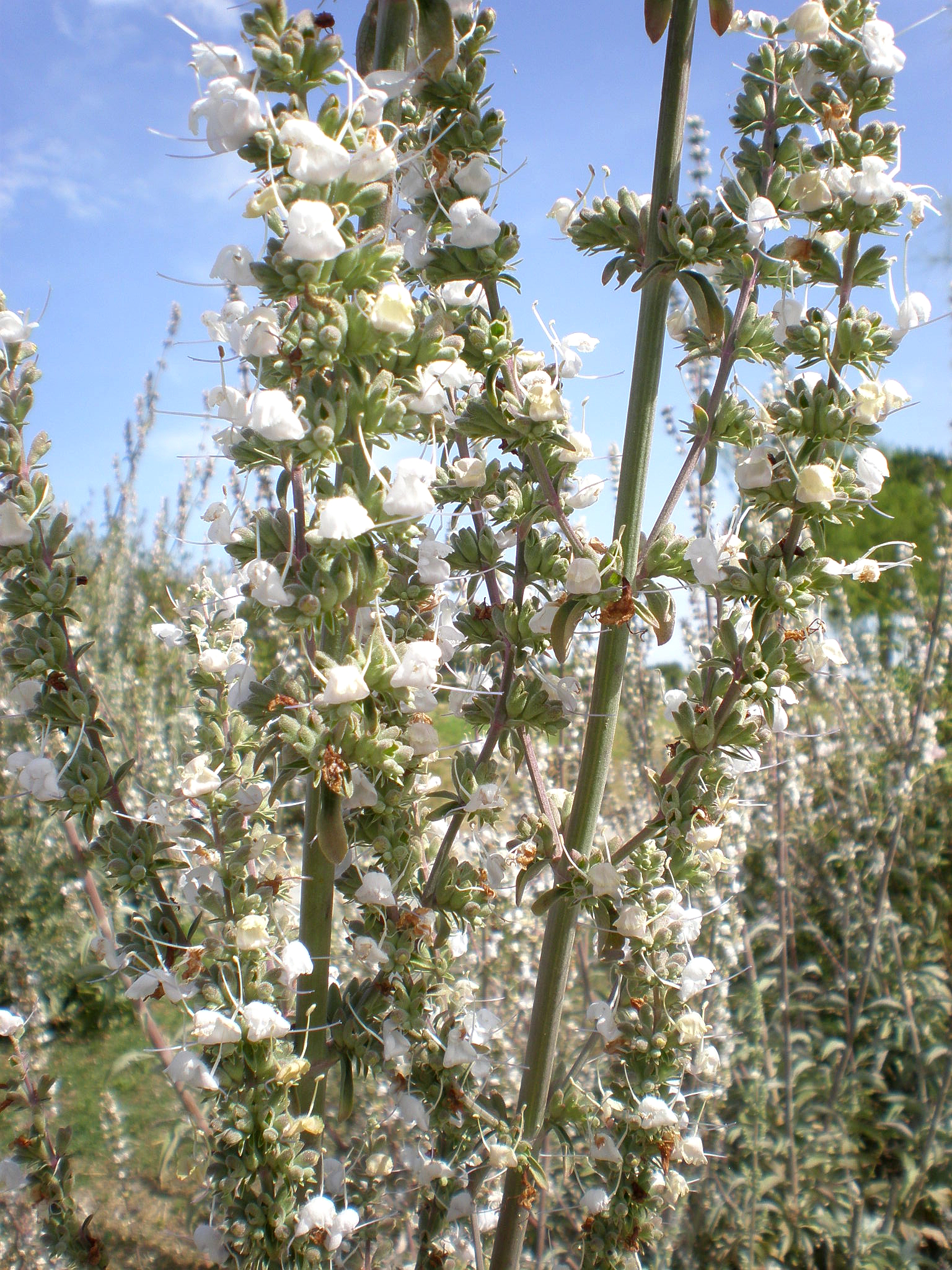
Weiße Salbei (Salvia apiana)

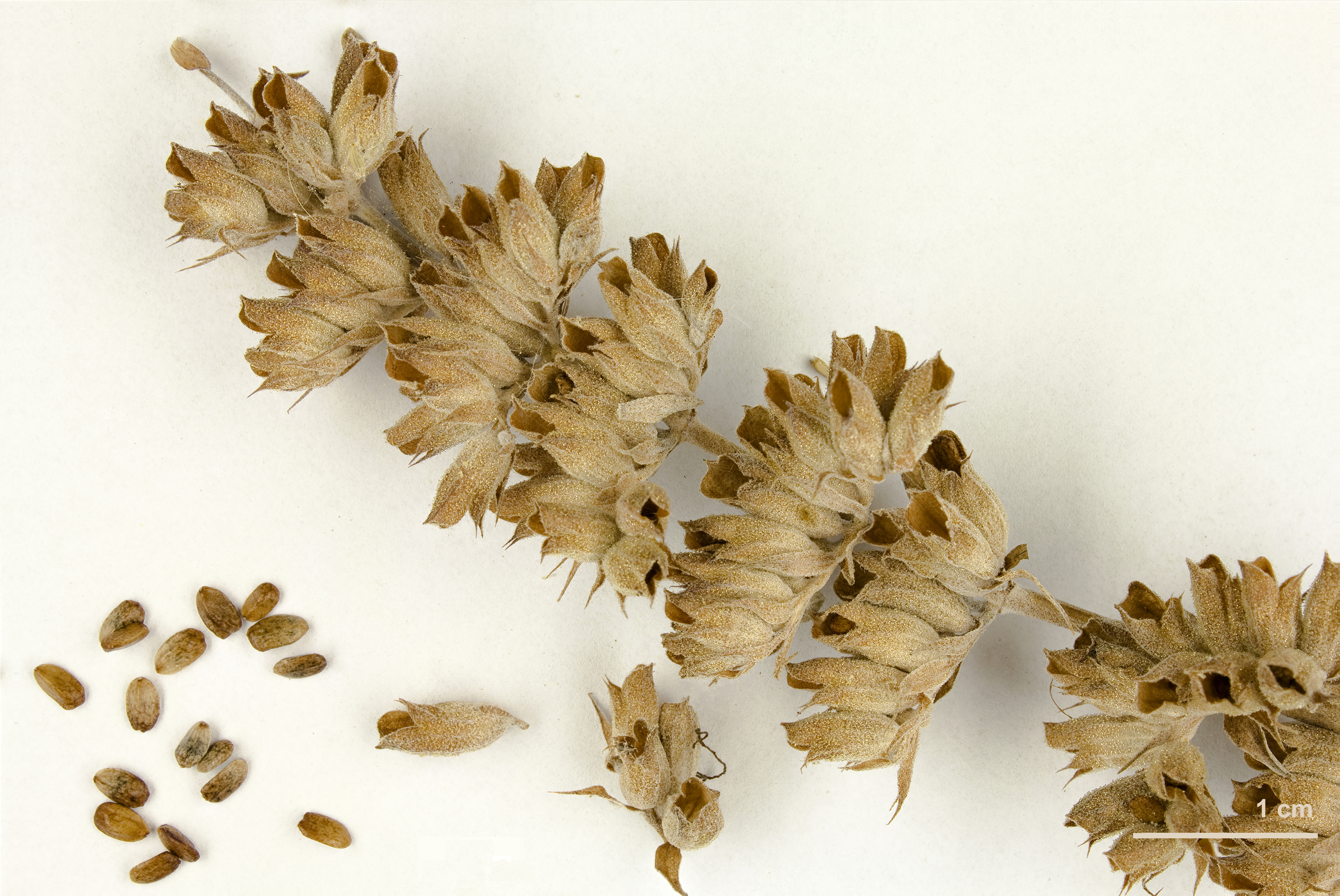
Salvia apiana

Der Weiße Salbei wächst als immergrüne ausdauernde krautige Pflanze bis Halbstrauch und erreicht Wuchshöhen von bis zu 1 Meter. Die hauptsächlich grundständigen, hocharomatischen Laubblätter sind mit einer Länge von 4 bis 8 cm breit lanzettlich mit fein gezähntem Blattrand. Die Blattfläche ist dicht und angedrückt mit feinen, einfachen Haaren (Trichomen) bedeckt, dadurch wirken die Blätter weißlich.
Die Blüten stehen zu wenigen in Gruppen zusammen mit zurückgebogenen, lineal-lanzettlich Tragblättern, innerhalb eines kompliziert aufgebauten Gesamtblütenstandes. Die zwittrigen Blüten sind zygomorph und fünfzählig. Weiß bis zart violett. Die fünf 8 bis 10 mm langen Kelchblätter sind verwachsen, wobei die Oberlippe nicht geteilt ist. Die weißen mit lavendelfarbenen Kronblätter sind zu einer 12 bis 22 mm langen Röhre verwachsen; die Oberlippe ist kleiner als 2 mm; die 4 bis 5 mm lange Unterlippe ist nach oben gebogen und blockiert den Schlund. Staubblätter und Griffel überragen die Kronröhre. Die Klausenfrucht zerfällt in 2,5 bis 3 mm lange, hell braune, glänzende Nüsschen.

## Vorkommen
Der Weiße Salbei kommt vor allem im Südwesten der USA (Nevada, Kalifornien, Mojave- und Sonora-Wüste) und im Nordwesten von Mexiko in Baja California vor.
Der bevorzugte Standort ist voll der Sonne ausgesetzt, eher trocken, vor allem im Winter – denn die Pflanze reagiert empfindlich auf Staunässe. Viele der Standorte finden sich daher auch in einigen der Wüstenregionen Amerikas.